# Bert Broer
Lambertus (Bert) Johannes Folkert Broer (17 de janeiro de 1916 — 1991) foi um físico e matemático neerlandês.